# Sinchi Roca
Sinchi Roca fou, segons la tradició, el segon inca del Regne de Cusco, fill i successor de Manco Cápac. En un dels mites fundacionals, és Sinchi Roca i no Manco Cápac qui duu la seva família fins a la vall de Cusco.
Segons el cronista Pedro Cieza de León, Sinchi Roca construí terrasses agrícoles i importà grans quantitats de terra per millorar la fertilitat del sòl. Segons les proves arqueològiques, en aquesta època la comunitat inca continuava sent un més dels grups presents a la vall de Cusco i les valls veïnes. Sinchi Roca és conegut per la mítica història de Teuotihi. Teuotihi era un missatger inca enviat a un regne veí, però fou assassinat i retornat a Sinchi Roca decapitat. Això provocà una guerra amb una decisiva victòria inca en la Batalla de Mawedipi.